# Dioctyladipaat
Dioctyladipaat is een diester van adipinezuur.

## Synthese
Het wordt bereid uit adipinezuur en octanol onder invloed van een katalysator als zwavelzuur. Naast dioctyladipaat ontstaat er ook water. Door middel van een Dean-Stark-apparaat wordt het evenwicht flink naar rechts verschoven, waardoor zuiverheid, opbrengst en energetisch rendement worden verhoogd.